# Dorcadion septemlineatum
Dorcadion septemlineatum es una especie de coleóptero de la familia de los cerambícidos.

## Distribución
Se encuentra en Turquía y, posiblemente, en Grecia y Bulgaria.